# Lars Løkke Rasmussen
Lars Løkke Rasmussen (15 de maig del 1964) és un polític danès. És el líder i fundador d'Els Moderats (Moderaterne). Ha estat dues vegades Primer Ministre de Dinamarca (Statsministre, Ministre d'Estat), de 2009 fins a 2011 i 2015 fins a 2019. Anteriorment, va ser líder del partit Venstre, de centredreta, al qual va pertànyer fins a gener de 2021.

## Carrera professional
Va succeir Anders Fogh Rasmussen en el càrrec de Primer Ministre quan aquest va ser nomenat Secretari General de l'OTAN. Abans havia estat Ministre de Finances i Ministre d'Interior i Salut als governs d'Anders Fogh Rasmussen.
Rasmussen ha estat un membre del Folketinget (Parlament) des del 21 de setembre de 1994. Del 1998 al 2001 va dirigir el Comtat de Frederiksborg. Tot i que, es diu igual que els seus dos predecessors, Anders Fogh Rasmussen i Poul Nyrup Rasmussen no hi ha cap parentiu entre ells. El cognom Rasmussen és el 9è més habitual a Dinamarca
A les eleccions legislatives celebrades el 15 de setembre del 2011 va perdre la majoria al parlament, tot i guanyar un escó, i va presentar la seva dimissió a la reina Margarida II el 16 de setembre, però romanent al càrrec interinament fins que va ser succeït per Helle Thorning-Schmidt el 4 d'octubre del 2011.
El 2015 va ser elegit Primer Ministre una nova vegada, després que els partits de centre i de dreta van guanyar les eleccions de Folketinget. Va formar un govern només amb Venstre però amb suport dels altres partits de centredreta. Un any més tard va transformar el seu govern amb la incorporació de ministres de l'Aliança Liberal i del Partit Popular Conservador.
El juny de 2019 va acabar com Primer Ministre, després que els partits d'esquerra van quanyar les eleccions el 5 de juny. El 27 de juny la presidenta del partit Socialdemòcrates Mette Fredriksen va formar el seu govern com nou Primer Ministre de Dinamarca.